# Metin2
 (mars 2015).
Si vous disposez d'ouvrages ou d'articles de référence ou si vous connaissez des sites web de qualité traitant du thème abordé ici, merci de compléter l'article en donnant les références utiles à sa vérifiabilité et en les liant à la section « Notes et références ».
Metin2 est un jeu de rôle en ligne massivement multijoueur développé par la société sud-coréenne Ymir Entertainment, et édité par Gameforge Gmbh en Europe et aux Émirats arabes unis.
Le jeu sort en France en juin 2007. Il compte jusqu'à sept serveurs et cinq millions de comptes à travers le monde. Au fil des années, alors que le nombre de joueurs décroît, le jeu fusionne ses serveurs. Actuellement, il en compte un seul.
Les serveurs coréens du jeu ferment en 2013 ainsi que du Metin2.us édité par G4Box

## Système de jeu
Le monde de Metin se compose de trois empires : l'Empire Shinsoo, l'Empire Chunjo, et l'Empire Jinno en guerre les uns contre les autres ; ainsi qu'une zone centrale, neutre. Le joueur incarne un(e) aventurier(e) dans un univers asiatique. Le choix se fait entre 5 classes de personnages : le sura, le guerrier, le chamane et le ninja et le lycan, qui se doivent de remplir des quêtes de manière à les faire avancer dans le jeu. Ces quêtes se basent sur l'existence des Metins, des pierres maléfiques qui tombent du ciel rendant la vie des habitants dangereuse.
L'équipement qu'il est possible d'utiliser ou de porter dépend de la classe du personnage (un guerrier ne peut pas utiliser d'arcs) ou du niveau du personnage (un personnage ne peut pas porter d'armes d'un niveau supérieur). Seuls les chaussures, colliers, boucles d'oreilles, bracelets et boucliers peuvent être portés par toutes les classes. Il existe même des équipements spéciaux pour femme ou homme. L'ensemble des équipements est commun à tous les Empires. Au début du jeu, il est possible d'accéder à un entrepôt. Cela permet de stocker quelques objets, ou bien, de libérer l'inventaire lorsque le personnage est en surcharge.
Deux métiers sont à la disposition des joueurs, chaque métier permet d'obtenir des objets inaccessibles sauf en les achetant à d'autres joueurs ; il n'y a pas besoin de choisir entre un des deux, chaque personnage pouvant être à la fois pêcheur et mineur.
Il n'existe pas d'hôtel des ventes dans le jeu, cependant, il existe deux façons de vendre des objets, soit par un échange entre deux joueurs, soit par la création d'un magasin grâce à un objet à se procurer chez un PNJ. Le personnage ne peut alors plus bouger jusqu'à la fermeture du magasin, ce qui fait que la plupart des personnages qui sont en magasin sont généralement de bas niveau, créés exclusivement pour vendre (multi-compte), ce qui fait que le joueur est très dépendant de ses heures de connexion pour vendre ses articles.
Deux personnages de sexe opposé peuvent se marier sur Metin 2, ils disposent ainsi d'avantages (payants via le magasin d'objets) ainsi que la possibilité de se téléporter l'un à côté de l'autre où qu'ils soient à l'exception de certaines zones spéciales.

### Skillou compétence
Le skill est le mot courant issu de l'anglais qui signifie compétence. Il s'agit essentiellement des sorts qui peuvent être neutre, maître (M), grand maître (G), maître parfait (P).
- Neutres : Elles sont montées grâce aux points de compétence acquis à chaque niveau. Il faut entre 17 et 20 points pour qu'une compétence passe de Neutre à Maître.
- Maître : On peut les augmenter grâce aux différents manuels de compétence. Le niveau de base est M1, le maximum est M10. Il faut un livre pour passer M2, deux livres pour passer M3, etc. Une fois le niveau maximal atteint, la compétence passe au stade supérieur. La lecture des manuels peut échouer, et cette dernière est limitée à une lecture journalière.
- Grand Maître : Compétences de couleur rouge, on peut les augmenter en utilisant des Pierres d'Âme (une par niveau d'aptitude) récupérables sur les différents boss et pierres Metin (à partir des Metins d'âme). Une utilisation de Pierre d'Âme, qu'elle ait réussi ou échoué, diminue votre grade. Il faut réussir 10 Pierres d'Âme pour passer de Grand Maître à Maître Parfait. Le délai est d'une pierre d'âme toutes les 12 heures.
- Maître Parfait : Ce sont les compétences les plus puissantes. Une compétence en P est à son maximum.

### Personnages et classes
Il y a cinq classes différentes : Guerrier, Ninja, Sura, Chamane et Lycan
Il y a des spécialisations à partir du niveau 5 : deux pour chaque classe, sauf pour le lycan qui en possède seulement une, et six compétences par spécialisation. Un personnage ne peut pas être hybride et le choix d'une spécialisation est réversible grâce à un PNJ que l'on paye avec les yangs, la monnaie du jeu.

#### Guerriers
Grâce à leur habileté ainsi qu'à leur lourde armure, les guerriers jouent un rôle important dans les combats de corps à corps. Ils aspirent à toujours plus de force physique et de sérénité.
Selon leur spécialité choisie, ils peuvent être orientés soit défensivement soit offensivement. Les guerriers défensifs (mental)  remplissent le rôle de tank et manient généralement des armes à deux mains. À l'inverse, les guerriers offensifs manient des armes à une main et misent sur un fort DPS (dégâts par seconde)

#### Ninjas
Les Ninjas sont de puissants assassins professionnels qui excellent dans les embuscades. Ils portent une armure légère pour privilégier la mobilité et la rapidité.
Selon leur spécialisation, les Ninjas sont les maîtres du combat à la dague ou à l'arc.

#### Suras
Les Suras sont des combattants ayant reçu des pouvoirs magiques en acceptant de laisser la graine du Mal pousser dans leur bras. Ils sont ainsi capables de manier avec dextérité leur épée au combat rapproché ou de provoquer des dommages à distance à l'ennemi grâce à la magie.
En se spécialisant ils peuvent améliorer leurs sorts offensifs ou recevoir d'autres sorts d'amélioration.

#### Chamanes
Les Chamanes sont des sages qui utilisent la magie et les sorts. Leurs pouvoirs mystiques sont d'une efficacité redoutable tant au combat que dans le soutien qu'ils peuvent apporter à leurs amis. En fonction de leur spécialisation, les chamanes peuvent augmenter les dommages causés par leurs attaques ou se consacrer au développement de leurs sorts de soins.
Pour débuter, le joueur reçoit un équipement basique qu'il est possible d'améliorer chez le forgeron. Si les premiers degrés d'améliorations sont faciles à réaliser, la suite demande des objets ainsi qu'une grande chance, étant donné que les améliorations peuvent échouer (détruisant l'objet par la même occasion). Dans les plus hauts niveaux, il est possible de croiser des forgerons dans des donjons, ces derniers ne demandent pas d'objets (mais peuvent également échouer dans l'amélioration).

### Empires
Sur tous les serveurs il y a trois empires :

#### L'Empire Chunjo
L'Empire Chunjo est situé à l'ouest du continent. C'est un empire théocratique contrôlé par ses chefs religieux.
Le Royaume fut fondé par Yoon-Young, cousin de l'ancien Empereur. Son épouse, aux puissants pouvoirs magiques, l'aida à comprendre très tôt la menace engendrée par les pierres Metin. À de nombreuses reprises, il demanda que des mesures soient prises contre les pierres Metin mais il ne fut pas écouté. En conséquence il fut l'initiateur d'une rébellion contre l'Empire. À présent que l'Empire est divisé, Chunjo est toujours en guerre ouverte contre les régions de l'est et du sud.
Les habitants du Royaume Chunjo ont pour but de contrôler le continent tout entier afin de mettre fin au pouvoir grandissant des pierres Metin.

#### L'Empire Shinsoo
L'Empire Shinsoo se trouve au sud du continent. L'activité principale de la population est le commerce.
Il fut fondé par Yoon-Yoing après la chute de l'Empire. Les relations commerciales avec l'est devinrent rapidement des plus profitables. Les conflits avec l'Empire de l'Ouest sont fréquents et les routes commerciales sont souvent dangereuses. Conscients que les pierres Metin représentent une menace, les marchands ont décidé de s'armer. Ils s'efforcent d'être en mesure de résister aux attaques de l'ouest, afin de maintenir ouvertes les routes commerciales et de reconstituer l'ancien Empire continental sous le commandement de leur empereur

#### L'Empire Jinno
L'Empire Jinno se trouve dans la partie orientale du continent. Ce Royaume est fondé sur le pouvoir militaire. Ses populations sont agressives et belliqueuses.
Le Royaume Jinno est mené par Ee-Ryoong, le fils du dernier Empereur. Il se considère comme appelé à faire renaître l'ancien Empire sous son règne, par la force de ses armées.
Les peurs au sujet de la signification et des effets des pierres Metin sont officiellement ignorées dans le Royaume Jinno. Secrètement, Ee-Ryoong tente pourtant d'utiliser le pouvoir destructeur des pierres Metin pour ses armées.

## Accueil

### Critiques
Metin 2 est décrié par sa communauté, notamment en raison d'un grand nombre d'incohérences non traitées depuis la sortie du jeu en 2007 (la guerre de Royaume par exemple qui rend de fait inutile la présence des trois Empires). La présence de ces différents Empires est également sujette à caution étant donné que tout est identique d'un Empire à l'autre (nom des PNJ, quêtes données, monstres rencontrés, classes choisies).
Le jeu pousse fortement à l'achat en raison premièrement d'une forte pression temporelle imposée par le développeur, par exemple l'attente d'un jour pour lire un manuel de compétence, mais aussi de par les bénéfices fournis par certains objets issus du cash-shop comme le bon de DC qui convertit l'euro ou autre en monnaie virtuelle(yang) de façon excessive. De ce fait le joueur utilisant le cash-shop connaît un jeu totalement étranger à celui n'y ayant pas recours. De même, à haut niveau, un joueur devra obligatoirement passer par le cash-shop au risque pour lui d'être grandement distancé par les autres joueurs, aussi bien en JcJ qu'en JcE.